# Werner Schweizer (Ruderer)
Werner Schweizer (* 15. Februar 1916 in Zürich; † unbekannt) war ein Schweizer Ruderer, der 1938 den Europameistertitel im Vierer ohne Steuermann gewann.

## Werdegang
Werner Schweizer startete für den Ruderclub Zürich. Bei den Olympischen Spielen 1936 trat er mit dem Schweizer Achter an, der seinen Vorlauf vor dem deutschen Achter gewann. Im Final sassen vier Ruderer im Schweizer Achter, die am gleichen Nachmittag bereits zwei Medaillen gewonnen hatten. In einem relativ engen Rennen fehlten den Schweizern am Ende die Kräfte, um im Kampf um die Medaillen mitzuwirken, mit zehn Sekunden Rückstand auf das Siegerboot aus den Vereinigten Staaten belegte der Schweizer Achter den sechsten und letzten Platz.
Bei der Europameisterschaft 1937 in Amsterdam belegten Hermann Betschart, Oskar Neuenschwander, Werner Schweizer und Karl Schmid im Vierer ohne den zweiten Platz hinter dem neu zusammengestellten deutschen Boot. 1938 in Mailand gewann der Schweizer Vierer in der gleichen Besetzung wie im Vorjahr vor den Gastgebern aus Italien.
Schweizer studierte an der ETH Zürich Chemie und erwarb dort im Frühling 1939 das Diplom als Chemie-Ingenieur. Bei Ernst Rüst am Photographischen Institut der ETH wurde er 1942 zum Doktor der technischen Wissenschaften promoviert.